# Phorinia festiva
Phorinia festiva är en tvåvingeart som först beskrevs av Robineau-desvoidy 1863.  Phorinia festiva ingår i släktet Phorinia och familjen parasitflugor.
Artens utbredningsområde är Frankrike. Inga underarter finns listade i Catalogue of Life.